# Soundprozessor
Ein Soundprozessor (SPU, englisch Sound Processing Unit) ist ein auf Klangverarbeitung und -erzeugung spezialisierter Prozessor. In der Geschichte der Heimcomputer spielen Soundkarten eine Rolle, so etwa beim Commodore C64 und Amiga; eine Ausnahme stellt das Nintendo 64 dar, das keinen eigenen Soundprozessor besaß und alle Klänge durch den Hauptprozessor berechnen ließ.
Mit der Entwicklung der Personal Computer (PCs) wurden dieselben Aufgaben zunehmend von Soundkarten übernommen. Heute sind Soundkarten häufig fester Bestandteil der Hauptplatine moderner Computer.
Siehe auch: Signalprozessor, Soundchip